# Каралачицька сільська рада
Карала́чицька сільська рада (рос. Каралачикский сельский совет) — муніципальне утворення у складі Федоровського району Башкортостану, Росія. Адміністративний центр — село Каралачик.

## Населення
Населення — 560 осіб (2019, 1850 в 2010, 1936 в 2002).

## Склад
До складу поселення входять такі населені пункти:
| Населений пункт     | Населення, осіб (2002) | Населення, осіб (2010) |
| ------------------- | ---------------------- | ---------------------- |
| Баликлибашево, село | 185                    | 161                    |
| Каралачик, село     | 638                    | 553                    |